# Avram Petronijević
Avram Petronijević, en serbe cyrillique Аврам Петронијевић (né à Tekija en Valachie le 14 février 1791 – mort à İstanbul le 22 avril 1852), était un homme politique et un diplomate serbe. Il fut trois fois Représentant du Prince de Serbie (l’équivalent d’un Premier ministre) sous les règnes de Miloš Ier Obrenović et d’Alexandre Karađorđević. Il fut aussi ministre des Affaires étrangères de cette principauté, autonome au sein de l’Empire ottoman.

## Biographie
Avram Petronijević est né en Valachie, arrive en Serbie en 1817 après le succès de la seconde révolte serbe contre les Turcs, qui donna au pays son autonomie par rapport à la Sublime Porte. À partir de 1818, il est secrétaire du Bureau du Prince Miloš Ier Obrenović.
En 1820, il fait partie de la délégation serbe à İstanbul. Il y restera jusqu’en 1826. De retour en Serbie il reprend ses fonctions au Bureau et, à partir de 1832, il fait partie de l’entourage du Prince.
De février à mars 1835, Avram Petronijević devient ministre des Affaires étrangères, au moment où le prince Miloš prépare promulgue une constitution pour la Serbie. En 1838, Petronijević se trouve à la tête de la délégation chargée de faire accepter cette constitution par la Sublime Porte. Malgré ses efforts, la constitution serbe est rejetée par la Turquie, pays autocratique, en raison de son caractère trop libéral. Le Prince Miloš doit la retirer.
Du 26 février 1839 au 3 mai 1840, Avram Petronijević devient, pour la première fois, Représentant du Prince. Il assure en même temps la fonction de ministre des Affaires étrangères. Mais, le 25 juin 1839, dans un climat de grande rivalité entre les chefs serbes, rivalité entretenue par les Turcs. Miloš est obligé d’abdiquer en faveur de son fils Milan III Obrenović. Milan est alors malade et Petronijević fait partie du Conseil de Régence chargé de gouverner pour lui. Mais le jeune prince meurt de la tuberculose le 8 juillet et son frère Michel III Obrenović lui succède. Avram Petronijević part alors en exil à İstanbul, où il reste de 1840 à 1842.
En 1842, le prince Michel est renversé par une rébellion conduite par Toma Vučić-Perišić, un des chefs des "Défenseurs de la Constitution". À la faveur de cette rébellion, la dynastie des Karađorđević, rivale des Obrenović, accède au pouvoir en la personne du prince Alexandre.
Du 7 septembre 1842 au 6 octobre 1843, Avram Petronijević est le Représentant du nouveau Prince. Il est en même temps ministre des Affaires étrangères.
Exilé un moment à la demande de la Russie, il exerce à nouveau sa double fonction du 11 octobre 1844 au 22 avril 1852. Il meurt alors qu’il était en voyage à İstanbul.

## Note
1. ↑  D'après l'article de Wikipédia en serbe, Avram Petronijević serait né à Tekija le 13 septembre. Il existe généralement une hésitation dans les datations, selon que l'on suit le calendrier julien ou le calendrier grégorien. Dans la mesure du possible, les dates indiquées sont celles du calendrier actuel (grégorien).